# 3381 Mikkola
A 3381 Mikkola (ideiglenes jelöléssel 1941 UG) a Naprendszer kisbolygóövében található aszteroida. Liisi Oterma fedezte fel 1941. október 15-én.